# Radio Provincia
Radio Provincia es la radio pública de la provincia de Buenos Aires. Tiene sus estudios centrales en La Plata y cuenta con otros alternativos en la Casa de la Provincia en la Ciudad de Buenos Aires y en la rambla de Mar del Plata.
Además de su tradicional emisora AM 1270, cuenta también con la FM 97 Une (97.1 MHz), cada una con su programación independiente.

## Historia
LS11 inició sus transmisiones el 18 de febrero de 1937 en la frecuencia 1310 kHz, unos meses antes que LRA Estación de Radiodifusión del Estado (la actual Radio Nacional Argentina), desde el Pasaje Dardo Rocha en La Plata. La programación de entonces incluía programas humorísticos, radioteatros, relatos deportivos, informativos y recitales de música popular: tango, folklore y jazz. Si bien se presentaba como el “primer broadcasting oficial de un estado argentino”, en referencia a la provincia de Buenos Aires, ya desde 1927 existía Radio Municipal, de la Ciudad de Buenos Aires.
Años más tarde pasaría a la actual frecuencia 1270 kHz y desde 1972 tiene su sede en el Palacio Achinelly, a una cuadra de la plaza Moreno.
El ministro de Gobierno de la provincia, Roberto Noble, sostuvo en su discurso inaugural: "LS11, Radio Provincia de Buenos Aires, está desde este momento al servicio de los habitantes de la provincia. Queremos hacer de ella un instrumento de cultura, destinado a elevar el nivel medio de los actuales programas de radiodifusión...".
El gobernador que la inauguró, Manuel Fresco, firmó un decreto para tomar juramento a la bandera a cientos de miles de estudiantes que lo escuchaban desde las plazas de la provincia.

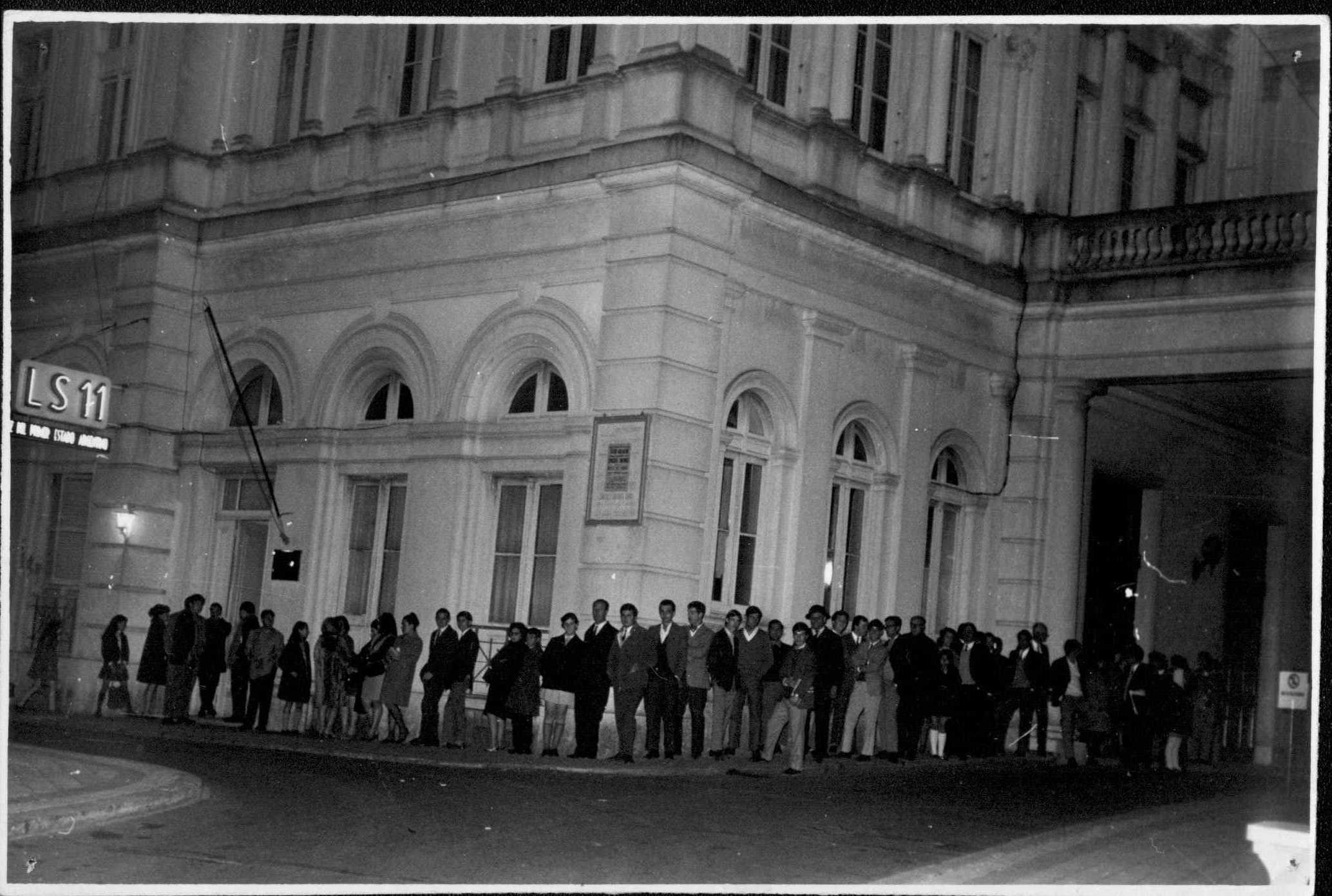
Público haciendo fila para presenciar espectáculos de la radio en vivo.

Durante años, con auditorios llenos, Radio Provincia produjo conciertos de destacados artistas populares como Atahualpa Yupanqui, Edmundo Rivero, Aníbal Troilo y el Chango Nieto.

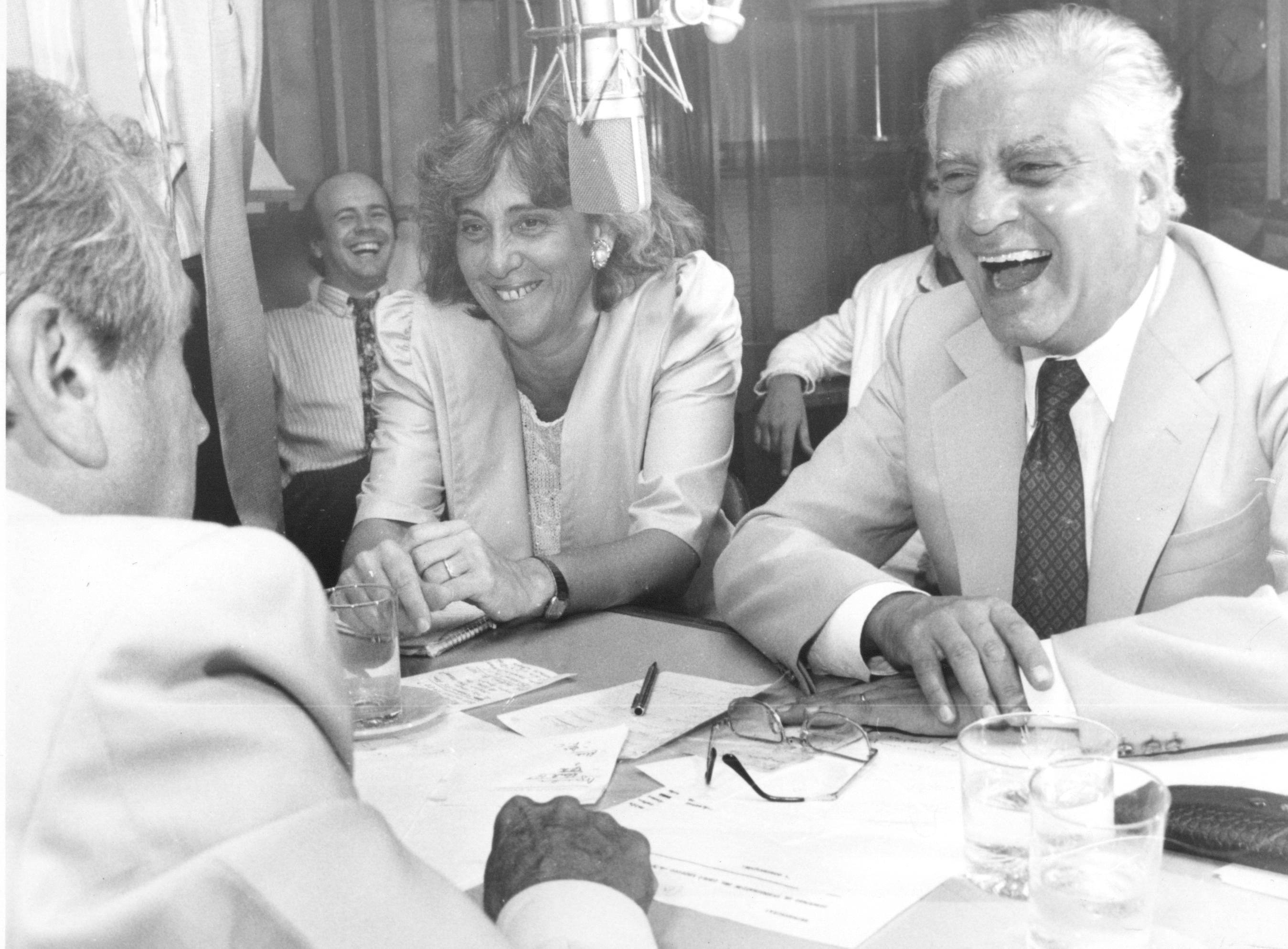
Antonio Cafiero haciendo su programa cuando era gobernador de la provincia.

El archivo sonoro guarda las primeras transmisiones durante la última dictadura y el regreso a la democracia con el gobernador Antonio Cafiero haciendo su propio programa.
En 1999 se incorporó una emisora de FM en la frecuencia 97.1 MHz y a mediados de 2002 comenzó a transmitir su señal vía satélite. Poco después, el 10 de abril de 2003, aparece su sitio web.
Entre 2007 y 2015, participaron de la programación figuras como Tom Lupo, Antonio Tarragó Ros, Lito Cruz y Nora Cárpena.
Bajo la gobernación de Axel Kicillof, la dirección está a cargo de Marcelo Figueras y la radio relanzó su programación, incluidos pódcast y una agencia de noticias.